# Агино Село (Бања Лука)
Агино Село је насељено мјесто и мјесна заједница на подручју града Бање Луке, Република Српска, БиХ. Према подацима пописа становништва 2013. године, у овом насељеном мјесту је пописано 433 лица.
Овде се налази црква Покрова Пресвете Богородице.

## Становништво
|             | 2013.        | 1991.          | 1981.          | 1971.          |
| Укупно      | 433 (100,0%) | 1 106 (100,0%) | 1 352 (100,0%) | 1 504 (100,0%) |
| Срби        | 429 (99,08%) | 1 077 (97,38%) | 1 339 (99,04%) | 1 496 (99,47%) |
| Хрвати      | 4 (0,924%)   | 2 (0,181%)     | 6 (0,444%)     | –              |
| Остали      | –            | 20 (1,808%)    | 1 (0,074%)     | 1 (0,066%)     |
| Југословени | –            | 5 (0,452%)     | 6 (0,444%)     | 4 (0,266%)     |
| Бошњаци     | –            | 2 (0,181%)1    | –              | 2 (0,133%)1    |
| Словенци    | –            | –              | –              | 1 (0,066%)     |

1. 1 На пописима од 1971. до 1991. Бошњаци су пописивани углавном као Муслимани.

| Демографија | Демографија | Демографија |
| Година      | Становника  | Становника  |
| ----------- | ----------- | ----------- |
| 1948.       | 994         |             |
| 1953.       | 1.120       |             |
| 1961.       | 1.426       |             |
| 1971.       | 1.504       |             |
| 1981.       | 1.352       |             |
| 1991.       | 1.103       |             |
| 2013.       | 433         |             |